# Сети стационарной телефонной связи в Беларуси

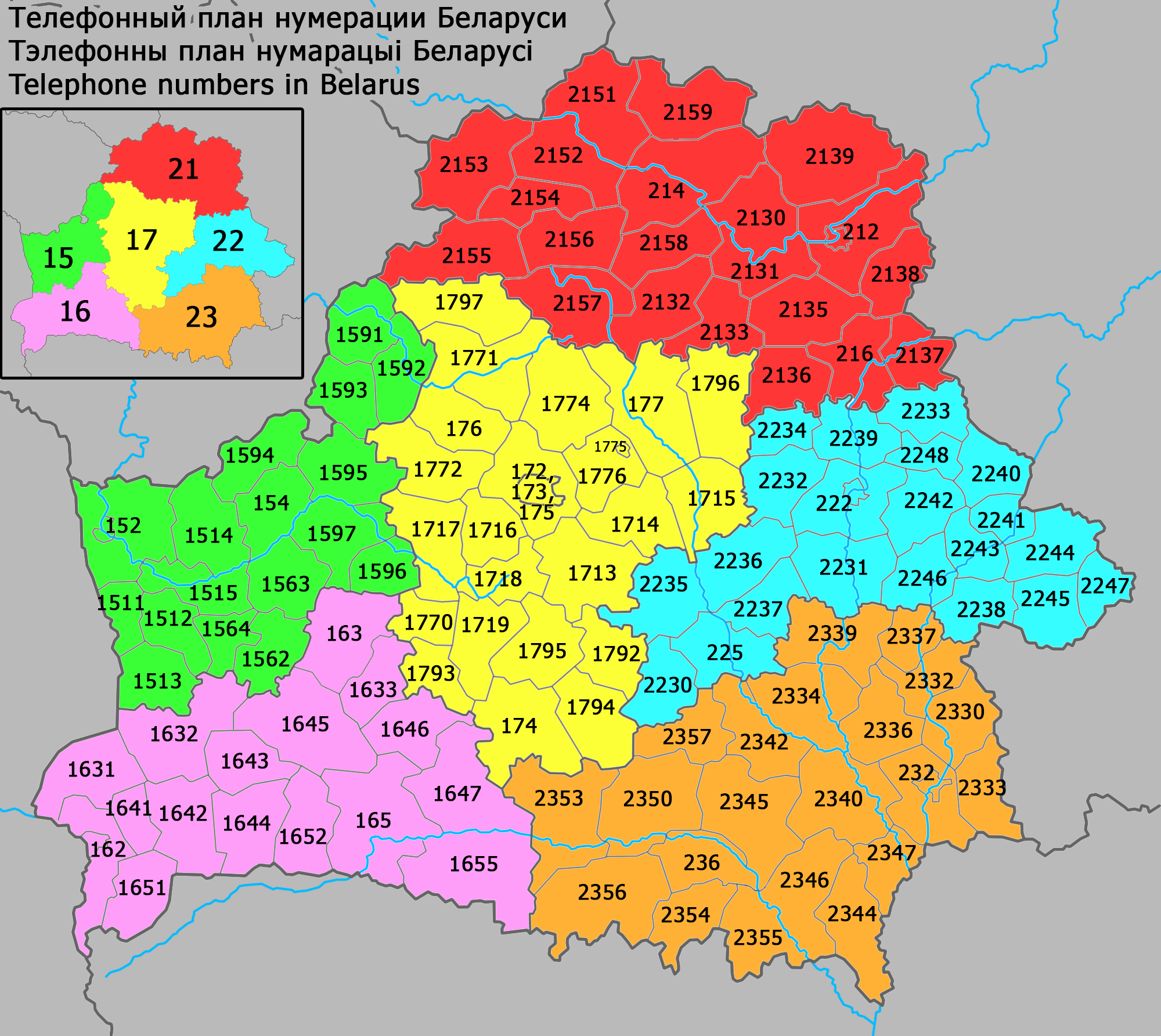
Телефонный план нумерации

Сети стационарной телефонной связи в Беларуси — часть телекоммуникационной системы Республики Беларусь , в рамках которой предоставляются услуги стационарной телефонной связи. Единственный оператор — государственная компания РУП «Белтелеком».

## Актуальная информация
1. К 12.2015 года число телефонных аппаратов, подключенных к сети электросвязи общего

пользования составило порядка 4,4268 млн единиц 
1. К 01.09.2015 года число телефонных аппаратов, подключенных к сети электросвязи общего

пользования составило порядка 4,4172 млн единиц
1. на 01.01.2015 абонентская база стационарной телефонной сети «Белтелеком» составила более 4,5 млн клиентов[3].
2. по итогам 2014 года прирост основных телефонных аппаратов местных телефонных сетей национального оператора электросвязи составил не менее 11,2 тыс. единиц[3].
3. на 04.07.2012 абонентская база стационарной телефонной сети «Белтелеком» составила порядка 4,175 млн клиентов [4]
4. телефонной связью обеспечено 100% городов и 99% сельских населённых пунктов в республике[5].
5. на 01.01.2012 число автоматических телефонных станций - более 4 тыс. с ёмкостью свыше 4,2 млн номеров[5].
6. на 19.12.2011 абонентская база стационарной телефонной сети «Белтелеком» составила порядка 4,177 млн клиентов [6] (увеличение с 27.01.2011 на 67 тыс[7] с 4,11 млн клиентов.)
7. на 01.01.2011 количество основных телефонных аппаратов (стационарная связь) в Республике Беларусь составило до 3 974,1 тыс.[8].
8. на 11.02.2011 монтированная ёмкость номеров на телефонных станциях для подключения к сетям фиксированной телефонной связи составила не менее 4 млн номеров[9].
9. Ранее по статистике, представленной для Международного телекоммуникационного союза, в Беларуси насчитывалось до 3,969019 млн подключений к фиксированным линиям телефонной связи[10]).
10. на 01.07.2010 к сетям стационарной телефонной связи РУП «Белтелеком» имелось 3,8 млн стационарных подключений (2,9 млн городских и 900 тыс. — в сельских населённых пунктах).

Сообщалось, что за 1 полугодие 2010 прирост «основных телефонных аппаратов» составил 77,5 тыс.. В период с 01.2010 по 09.2010 было введено в эксплуатацию более 63 тыс. номеров автоматических телефонных станций при годовом задании в 59,1 тыс. номеров. В частности, в агрогородках введено 39,6 тыс. номеров при годовом задании 43,4 тыс. номеров.
На 08.11.2012 РУП «Белтелеком» обладало собственной сетью до 10 тыс. (в том числе в Минске - более 2 тыс.) таксофонов, ранее (в 2010 году) эта цифра составляла 200 тыс. таксофонов.
1. ранее, на 30.12.2009 в сетях стационарной телефонной связи в Республике Беларусь действовало 3,995 млн телефонных аппаратов[15].
2. совокупный ввод номерной ёмкости за 2009 год составил 261 тыс., из них: 193 тыс. — в городах, 68 тыс. — в сельских населённых пунктах.
3. за 2009 год было введено 215,5 тыс. основных номеров[16] (ранее называлась цифра 220 тыс. номеров общего ввода), в том числе 120(113,8[16]) тыс. на городских телефонных станциях и 96,7 тыс.- на сельских АТС.
4. 200 тыс. (чуть ранее - 87 тыс.) номеров были подключены по технологии WLL[6].
5. величина обеспечения стационарными телефонными аппаратами по республике на 100 человек по итогам 2013 года составила 47,8 аппаратов[3].

Ранее величина плотности телефонов по республике — 44,5 аппарата на 100 человек (ещё раньше - 44) (на 29.10.2010 - 43,2, в начале 2010 - 41 аппарат на 100 человек, в апреле 2009 г. этот показатель составлял 39,4 на 100 человек).
1. плотность телефонизации в сельской местности достигла величины 35,4 аппарата на 100 человек.
2. в 2009 года по государственной программе возрождения и развития села было введено более 69,1 тысячи телефонных номеров[16], в том числе в агрогородках — более 44 тысяч.
3. За период с 2011 по 06.11.2014 года к сельским АТС проведены ВОЛС (волоконно-оптические линии связи) длиной более 7400 км., что в том числе позволило ввести в строй в сельских населенных пунктах 1532 узла широкополосного доступа в Интернет[17].
4. За 11 месяцев 2009 года силами РУП «Белтелеком» проложено более 1,8 тыс. км волоконно-оптической линии передач для нужд электросвязи, из них: более 900 км — к агрогородкам, более 600 км — линий сельской связи)[18].
5. По информации Министерства связи Республики Беларусь в течение 2009 года было построено и введено в эксплуатацию более 2200 км волоконно-оптических линий связи. Основные объёмы строительства ВОЛС проведены на местных сетях: в том числе на ГТС (городских телефонных сетях)- 301,8 км и СТС (сельских телефонных сетях)-1708 км, в том числе к агрогородкам — 1005 км сетей[19].

С 2010 года РУП «Белтелеком» намерено телефонизировать белорусское село при помощи как GSM-сетей, так и CDMA-сети оператора мобильной связи Diallog в рамках программы по установке телефонной связи по технологии WLL.

## Перспективы развития
Министерством связи Республики Беларусь разработан проект стратегии развития широкополосного доступа в Беларуси. Основная цель стратегии — строительство на территории Беларуси мультисервисных сетей связи следующего поколения. На текущий момент в Беларуси работает фрагмент мультисервисной сети, построенной в Витебске с использованием архитектуры NGN (Next Generation Network) и гибкого коммутатора (Softswitch), составляющих альтернативу системам управления традиционных АТС по цене, функциональным возможностям, масштабируемости, качеству обслуживания, габаритам, энергопотреблению и стоимости технической эксплуатации. 19.10.2010 года было анонсировано дальнейшее расширение ёмкости оборудования на сети NGN в Витебской области. Сеть NGN на сегодняшний день фрагментарно используется во многих микрорайонах Витебска. Кроме того, фрагменты сети NGN также развернуты в Орше, Новополоцке. 29.12.2010 — начало использования платформы NGN/IMS в Минске. Ожидается, что с расширением ёмкости сети NGN число её абонентов по Витебской области будет до 50 тыс..
Сети NGN реализуют принцип конвергенции услуг электросвязи.
В сетях NGN электросвязь реализуется на принципах разделения сигнального и разговорного трафиков. Полноценно пользоваться сетью NGN можно лишь с помощью телефонного аппарата с функцией «CLIP» (CALLING LINE IDENTITY PREZENTATION).
Сеть NGN позволяет через одну абонентскую линию предоставлять ряд современных цифровых услуг, включая интерактивное телевидение (ip-tv), скоростной доступ в интернет, качественную телефонную связь, и дополнительные услуги включая такие, как:
- «Сокращённый набор номера» (создание виртуальной записной книжки);
- «Детский вызов» (автоматическое соединение без набора номера) — соединение с заданным номером происходит после снятия телефонной трубки, если в течение 5 секунд не начат набор любого другого номера;
- «Временный запрет некоторых видов исходящей связи»;
- «Временный запрет входящей связи»;
- «Переадресация входящих вызовов при занятости абонента»;
- «Переадресация входящих вызовов при отсутствии ответа абонента»;
- «Уведомление о поступлении нового вызова» (вызов на ожидании);
- «Уведомление о поступлении нового вызова (индикация входящего вызова)» с указанием номера вызывающего абонента, то есть определитель номера;
- «Конференцсвязь с тремя абонентами»[21].

Пример сети NGN.

На март 2010 года РУП «Белтелеком» проводило тендер по закупке оборудования для построения NGN сети.
В настоящее время Министерство связи Беларуси считает наиболее перспективным для страны использование платформы IMS (IP Multimedia Subsystem) — стандартной архитектуры сетей для оказания мультимедийных услуг по проводным и беспроводным сетям. Использование указанной платформы уже в ближайшее время может принести явные преимущества как для операторов электросвязи, так и для их абонентов. РУП «Белтелеком» обязалось в период до конца декабря 2010 года внедрить первую очередь системы IMS в Минске; второй этап — внедрение IMS в других регионах Беларуси — планируется завершить в феврале 2011 года. Внедрение системы IMS предоставит абонентам телефонных сетей новые сервисы и возможности:
1. eSpace (система с функциями обмена мгновенными сообщениями и телефонии);
2. IP Centrex (решение, позволяющее объединять территориально распределённые офисы или абонентов в одну сеть с предоставлением широкого спектра услуг);
3. видеоконференцсвязь высокого качества;
4. Green Call (позволяет осуществлять перевод звонков без разрыва соединения между различными сетями);
5. M-RBT (мультимедийный гудок, позволяет использовать аудио и видео в режиме ожидания).

Компания Huawei, выиграла тендер на поставку аппаратного и программного комплекса для IMS решения в сети РУП «Белтелеком».
Концепция от IMS представляет собой решение для предоставления услуг в сетях, основанных на IP-протоколе, вне зависимости от использования абонентом мобильного или стационарного широкополосного доступа. Такая возможность достигается за счёт разделения архитектуры сети на горизонтальные уровни: уровень услуг и приложений, уровень управления, транспортный уровень.
Описанная концепция одобрена научно-техническим советов Министерства связи Беларуси как наиболее перспективная.
Объявлено, что до 2015 года Беларусь должна полностью перейти на IMS-платформу и может в основном отказаться от традиционной телефонии, при этом будет использоваться метод наложения, когда традиционная сеть постепенно будет вытесняться новой. До конца 2011 года будет завершена установка и ввод в эксплуатацию транспортных шлюзов в областных центрах республики. В последующем работы будут проводиться в районных центрах.

## Итоги 2008 года
В 2008 году в Республике Беларусь было установлено более 140 тыс. стационарных телефонных аппаратов, в том числе более 100 тыс. у населения (для сравнения: в 2007 году было установлено 91,1 тыс. телефонов, из них 79 тыс. у населения). Показатель прироста основных телефонных аппаратов в республике продолжает увеличиваться несмотря на развитие мобильных средств коммуникации.
Абонентов стационарной телефонной сети в Беларуси по состоянию на сентябрь 2008 года — не менее 3,718 млн. Из них абонентов стационарной телефонной сети в сельской местности — 788 тыс.. Уровень дотаций местной телефонной связи составляет около 40-50 %.
Размер очереди на установку стационарного телефона — 180 тыс. абонентов по всей республике.
По итогам 2008 года в Республике Беларусь было установлено 140 тыс. телефонных аппаратов, в число установленных телефонных аппаратов в 2008 году входят 30 тыс., подключенных по технологии WLL. Количество абонентов в Беларуси, подключенных по технологии WLL, по итогам 2008 года составило 40 тыс.
1. Процент телефонизированных сельских населённых пунктов в Беларуси по итогам 2008 года — 97,9 %
2. Количество стационарных телефонов на 100 человек в сельской местности по итогам 2008 года — в среднем 31,5 ед.
3. Прирост телефонных номеров АТС в 2008 году составил 110769 номеров.
4. Прирост телефонных номеров АТС в агрогородках в 2008 году составил 80898 номеров.
5. Объём инвестиций в основной капитал организациями Минсвязи, за 2008 год — 664,6 млрд белорусских рублей.
6. Количество сельских населённых пунктов, обеспеченных стационарной связью — 97,6 %
7. Уровень цифровизации сетей — 78,8 %[16].

По некоторым данным за 2007 год, абонентская база РУП «Белтелеком» для физических лиц покрывает около 40 % затрат оператора телефонной связи, для юридических лиц — 64 %, поминутная тарификация
разговоров покрывает, соответственно, — 60 и 91 % от стоимости услуги.
Сектор телекоммуникаций остаётся высокорентабельной отраслью экономики. Доходность предприятий связи за 7 месяцев 2009 года составила около 35 % при средней рентабельности по экономике 10,4 %. Выше только у снабженцев и сбытовиков (59,3 %). Рентабельность самого «Белтелекома» ниже примерно вдвое, чем общая по сектору (например, у операторов мобильной связи, многих интернет-провайдеров), что объясняется различными социально-экономическими обязательствами, которыми нагружен национальный оператор.